# Dombrot-sur-Vair
Dombrot-sur-Vair ist eine französische Gemeinde mit 241 Einwohnern (Stand: 1. Januar 2022) im Département Vosges in der Region Grand Est (bis 2015 Lothringen). Sie gehört zum Arrondissement Neufchâteau und zum Gemeindeverband Terre d’Eau.

## Geografie
Die Gemeinde Dombrot-sur-Vair liegt zwischen den Landschaften Xaintois und Bassigny am Fluss Vair, etwa zehn Kilometer nordwestlich von Vittel. Die Gemeinde besteht aus den beiden langgezogenen Ortsteilen Rue des Saints am rechten Ufer und Rue de l’Église am linken Ufer des Vair. Umgeben wird Dombrot-sur-Vair von den Nachbargemeinden La Neuveville-sous-Châtenois im Norden, Houécourt und Gironcourt-sur-Vraine im Nordosten, Belmont-sur-Vair im Osten, Auzainvilliers im Süden und Südwesten sowie Sandaucourt im Westen.

## Bevölkerungsentwicklung
| Jahr      | 1962 | 1968 | 1975 | 1982 | 1990 | 1999 | 2008 | 2019 |
| Einwohner | 240  | 240  | 255  | 237  | 247  | 254  | 250  | 239  |

Im Jahr 1846 wurde mit 545 Bewohnern die bisher höchste Einwohnerzahl ermittelt. Die Zahlen basieren auf den Daten von cassini.ehess ind INSEE.

## Sehenswürdigkeiten
- Kirche Saint-Denis, 1778 anstelle eines Vorgängerbaues errichtet (Leuchter und Madonnen-Skulptur als Monuments historiques geschützt)
- Reste eines ehemaligen Klosters, das im 15. Jahrhundert zerstört wurde

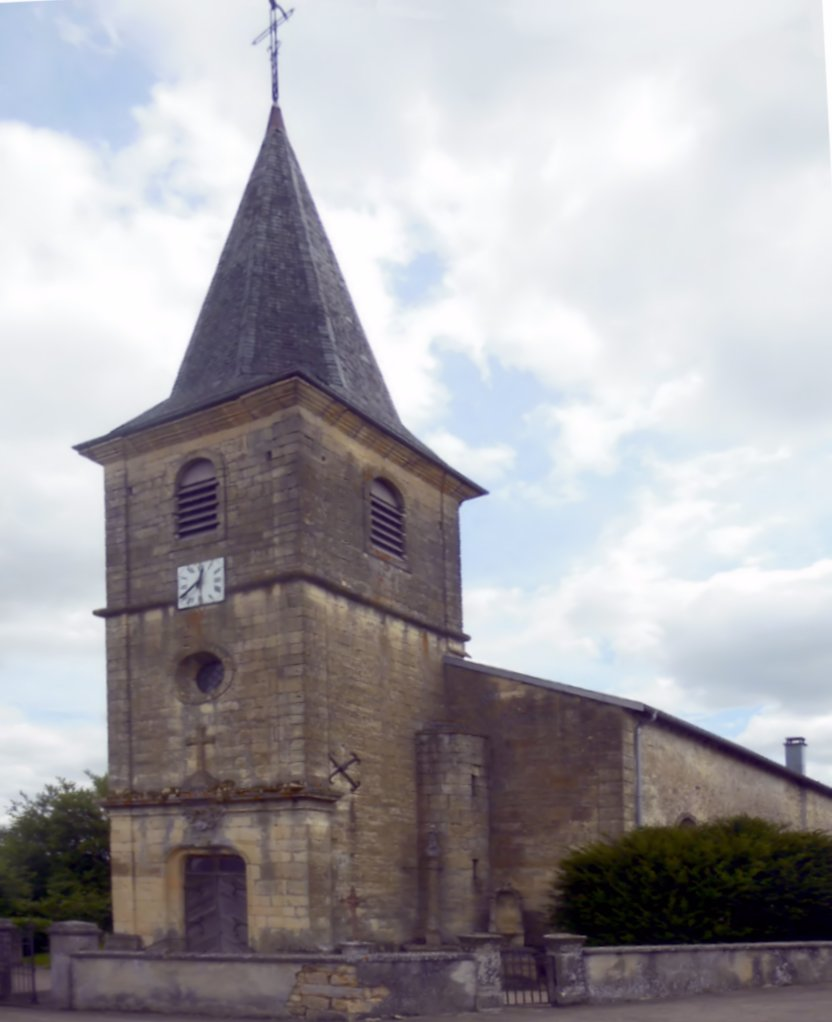
Kirche Saint-Denis

- Kapelle Saint-Martin
- zwei Brunnen

## Wirtschaft und Infrastruktur
In der Gemeinde Dombrot-sur-Vair sind fünf Landwirtschaftsbetriebe ansässig (Getreideanbau, Milchviehhaltung, Ziegen- und Schafzucht).
Durch das Gemeindegebiet von Dombrot-sur-Vair führt die Fernstraße von Houécourt nach Contrexéville. In den jeweils sechs Kilometer entfernten Gemeinden Bulgnéville und La Neuveville-sous-Châtenois bestehen Anschlüsse an die Autoroute A 31. In der zehn Kilometer entfernten Kleinstadt Vittel befindet sich der nächste Bahnhof an der Bahnstrecke Merrey–Hymont-Mattaincourt.

## Belege
1. ↑  Dombrot-sur-Vair auf cassini.ehess.fr
2. ↑  Dombrot-sur-Vair auf insee.fr
3. ↑  Landwirtschaftsbetriebe auf annuaire-mairie.fr (französisch)